# Харт-Лейк (Миннесота)
Харт-Лейк (англ. Hart Lake) — тауншип в округе Хаббард, Миннесота, США. На 2000 год его население составило 466 человек.

## География
По данным Бюро переписи населения США площадь тауншипа составляет 92,0 км², из которых 87,6 км² занимает суша, а 4,4 км² — вода (4,79 %).

## Демография
По данным переписи населения 2000 года здесь находились 466 человек, 165 домохозяйств и 134 семьи. Плотность населения — 5,3 чел./км². На территории тауншипа расположено 233 постройки со средней плотностью 2,7 построек на один квадратный километр. Расовый состав населения: 83,91 % белых, 13,95 % коренных американцев, 0,21 % азиатов и 1,93 % приходится на две или более других рас. Испанцы или латиноамериканцы любой расы составляли 0,43 % от популяции тауншипа.
Из 165 домохозяйств в 30,9 % воспитывались дети до 18 лет, в 64,8 % проживали супружеские пары, в 10,3 % проживали незамужние женщины и в 18,2 % домохозяйств проживали несемейные люди. 11,5 % домохозяйств состояли из одного человека, при том 2,4 % из — одиноких пожилых людей старше 65 лет. Средний размер домохозяйства — 2,82, а семьи — 3,04 человека.
26,8 % населения — младше 18 лет, 10,1 % — в возрасте от 18 до 24 лет, 23,2 % — от 25 до 44, 29,4 % — от 45 до 64, и 10,5 % — старше 65 лет. Средний возраст — 39 лет. На каждые 100 женщин приходилось 113,8 мужчин. На каждые 100 женщин старше 18 приходилось 118,6 мужчин.
Средний годовой доход домохозяйства составлял 38 750 долларов, а средний годовой доход семьи — 37 083 доллара. Средний доход мужчин — 30 417 долларов, в то время как у женщин — 22 125. Доход на душу населения составил 17 156 долларов. За чертой бедности находились 20,5 % семей и 18,9 % всего населения тауншипа, из которых 34,7 % младше 18 и 17,5 % старше 65 лет.